# Семовиго (Ђенова)
Семовиго је насеље у Италији у округу Ђенова, региону Лигурија.
Према процени из 2011. у насељу је живело 22 становника. Насеље се налази на надморској висини од 534 м.